# Raúl Cascais (canhoneira)
O Raúl Cascais, ex-Tonnige ex-FN 16 foi uma canhoneira portuguesa que foi um dos navios dados como como compensação da Primeira Guerra Mundial a Portugal jutamente com e seis torpedeiros austríacos (posteriormente navios da classe Ave).
Anteriormente tinha sido um rebocador e um caça-minas alemão.